# Сем Макмюррей
Сем Макмюррей (англ. Sam McMurray; 15 квітня 1952) — американський актор.

## Біографія
Сем Макмюррей народився в Нью-Йорку в родині акторів Річарда Макмюррея і Джейн Гоффман. Актриса Леслі Вудс була його мачухою. Починаючи з середини 1970-х, він з'явився в понад сто телевізійних шоу і декількох десятках кінофільмів, в основному, у другорядних ролях. Макмюррей найбільш відомий завдяки своїй регулярній участі в «Шоу Трейсі Ульман» (1987—1990). На великому екрані він знімався в таких фільмах, як «Підставна особа» (1976), «Виховуючи Аризону» (1987), «Різдвяні канікули» (1989), «Лос-Анджелеська історія» (1991), «Сімейні цінності Адамсів» (1993), «Убивчі красуні» (1999) і «Щасливі номера» (2000).
У 2000-х, Макмюррей часто з'являвся в таких серіалах, як «Друзі», «Поліція Нью-Йорка», «Малкольм в центрі уваги», «Пуститися берега», «Відчайдушні домогосподарки», «Анатомія пристрасті», «Морська поліція: Спецвідділ» і «Закон і порядок: Спеціальний корпус», «Король Квінса», «Скандал» і «Фостер».
Одружений з Елізабет Коллінс, мають двох дітей.

## Фільмографія
- 1983 — Крихітко, це ти / Baby It's You
- 1984 — Канібали-гуманоїди з підземелля / C.H.U.D.
- 1987 — Виховуючи Аризону / Raising Arizona
- 1987 — Руки незнайомця / Hands of a Stranger
- 1987—1990 — Шоу Трейсі Ульман / The Tracey Ullman Show
- 1991 — Лос-Анджелеська історія / L.A. Story
- 1993 — Моральні цінності сімейки Адамсів / Addams Family Values
- 1999 — Король футболу / Soccer Dog: The Movie
- 1999 — Загін «Стиляги» / The Mod Squad
- 1999 — Вбивча краса / Drop Dead Gorgeous
- 2002 — Штат самотньої зірки / Lone Star State of Mind
- 2019 — Клаус / Klaus